# توماس فرنسيس جونسون
توماس فرنسيس جونسون (بالإنجليزية: Thomas Francis Johnson)‏ هو محامي وسياسي أمريكي، ولد في 26 يونيو 1909 في مقاطعة ورسستر في الولايات المتحدة، وتوفي في 1 فبراير 1988 في سيفورد في الولايات المتحدة. حزبياً، نشط في الحزب الديمقراطي. وقد انتخب عضو مجلس النواب الأمريكي.